# Zlata surla
Zlata surla je ime satirične nagrade, ki jo je leta 2013 začel podeljevati Radio 1 za posebne dosežke na področju estrade in politike. Nagrado je začel podeljevati voditelj jutranjega programa Denis Avdić. Kipec, ki ga dobijo nagrajenci, je delo akademskega kiparja Saša Sedlačka, kipci pa so unikatno delo.

## Zgodovina
V oddaji Denis Avdić show je že od začetka velik poudarek na satirični obdelavi aktualnih tem s področja politike in estrade. Spomladi 2013 se je rodila ideja, da bi za najbolj neumne in neprevidne izjave, dejanja in dosežke začeli podeljevati anti-nagrado  po vzoru italijanske nagrade Tapiro d'Oro. Nagrada je bila nato prvič podeljena Gašparju Gašparju Mišiču 6. septembra 2013.

## Pogoj
Nagrajenca izbere na podlagi predlogov poslušalcev uredništvo Radia 1. Do nagrade so upravičene osebnosti iz slovenskega estradnega in političnega prostora, ki so s svojimi dejanji ali besedami izzvale visoko mero posmeha oziroma šokirali javnost.

## Kipec
Kipec Zlate surle je delo akademskega kiparja Saša Sedlačka. Prikazuje velik nos, ki hkrati spominja na logotip Radia 1. Vsak od kipcev je ročno delo in je zato unikaten.  

## Nagrajenci
Prvo Zlato surlo je 6 septembra 2013 iz rok Denisa Avdića prejel Gašpar Gašpar Mišič, slovenski politik in podjetnik, ob imenovanju za predsednika uprave Luke Koper.
Nagrado si je prislužil, ker je bil politični kandidat za mesto predsednika uprave Luke Koper, hkrati pa so vse politične stranke nasprotovale njegovemu imenovanju. Mišič je torej nagrado prejel, ker je edini politični kandidat, ki mu nasprotujejo vse politične stranke, tudi njegova lastna.